# S9G Next Generation Reactor

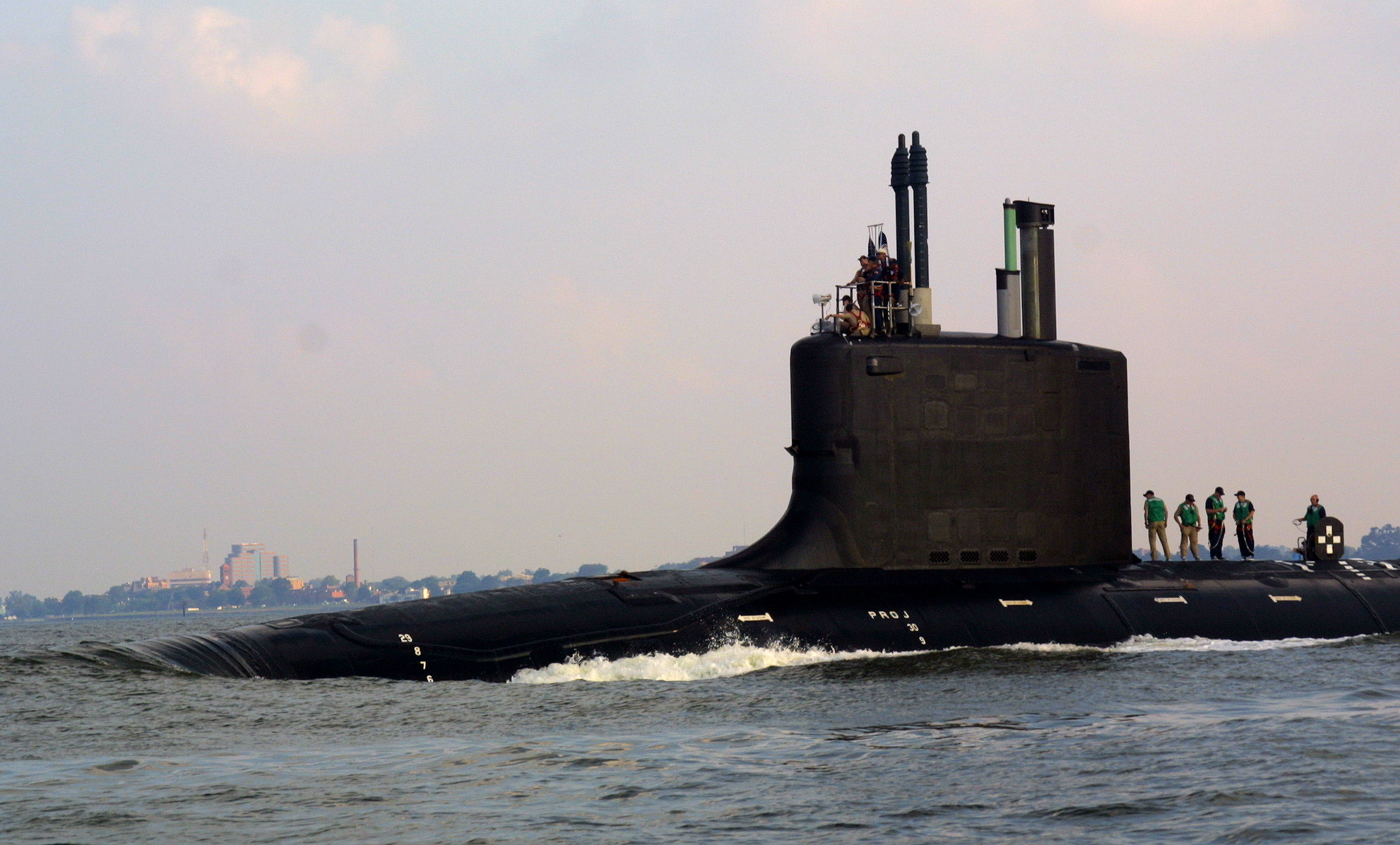
Okręt podwodny USS „Virginia”, który wyposażony jest w reaktor S9G

S9G Next Generation Reactor – amerykański napędowy jądrowy reaktor wodny ciśnieniowy (PWR) opracowany i wykorzystywany do zapewnienia energii i napędu okrętów podwodnych typu Virginia. Nowy reaktor zapewnia zwiększona względem wcześniejszych konstrukcji energię, większe bezpieczeństwo radiacyjne, zwiększoną odporność na korozję oraz konieczność jedynie jednokrotnego napełnienia paliwem jądrowym w cyklu życia okrętu. 
Symbolika:
- S - jednostka dla okrętów podwodnych (submarine)
- 9 - 9 generacja rdzenia w klasyfikacji producenta
- G - producent (G - General Electric)